# کیفرشناسی
کیفرشناسی عبارت است از مطالعه مجازات سالب حقوق، آزادی، اعدام و اقدامات تربیتی. به این ترتیب، علم اداره زندان‌ها در دل کیفرشناسی قرار می‌گیرد. 
پس کیفرشناسی به‌طور کلی و علم اداره زندان‌ها به‌طور خاص با جرم‌شناسی ارتباط نزدیک و تنگاتنگی دارند.